# Bahnhof Schwäbisch Hall-Hessental
Der Bahnhof Schwäbisch Hall-Hessental, ehemals Hessental respektive Hessenthal, ist der wichtigere der beiden Bahnhöfe der Großen Kreisstadt Schwäbisch Hall in Baden-Württemberg. In diesem Trennungsbahnhof mündet die Bahnstrecke Waiblingen–Schwäbisch Hall-Hessental (Murrbahn) in die Bahnstrecke Crailsheim–Heilbronn (Hohenlohebahn) ein.

## Lage
Der Bahnhof liegt an der Karl-Kurz-Straße 1, etwa einen Kilometer südwestlich des Hessentaler Ortszentrums und etwa vier Kilometer südöstlich der Kernstadt Schwäbisch Hall. In unmittelbarer Nähe des Bahnhofs befindet sich das „Gewerbegebiet Breitloh/Karl-Kurz-Areal“ auf dem Gelände der ehemaligen Fassfabrik K. Kurz Hessental, welches bis zur Insolvenz 1998 eines der größten Unternehmen der Stadt Schwäbisch Hall war.

## Geschichte
Der Bahnhof Hessenthal wurde am 10. Dezember 1867 mit der Verlängerung der Strecke Heilbronn–Hall nach Crailsheim eröffnet. Als 1879 die Strecke von Gaildorf bis Hessenthal in Betrieb ging, wurde der Bahnhof durch im Vergleich zum zentraler gelegenen Stadtbahnhof betrieblich aufgewertet und das Empfangsgebäude errichtet.
Der entsprechend der Schreibweise der Gemeinde später Hessental genannte Bahnhof wurde zur Unterscheidung von Hessenthal im Spessart auch Hessental (Württemberg) genannt. Nach der 1936 erfolgten Eingemeindung von Hessental nach Schwäbisch Hall wurde der Bahnhof zum Fahrplanjahr 1939 in Schwäb. Hall-Hessental umbenannt. 1964 erfolgte die Umbenennung des Bahnhofs in Schwäbisch Hall-Hessental.
1935 und 1936 wurden im Bahnhof drei mechanische Stellwerke in Betrieb genommen.
Das Konzentrationslager Hessental war ein von Sommer 1944 bis April 1945 existierendes Außenlager des KZ Natzweiler-Struthof im Elsass. Im Sommer 1944 wurde es in einem ehemaligen Barackenlager des Reichsarbeitsdienstes am Bahnhof Hessental eingerichtet. Die erste Belegung mit 600 Häftlingen erfolgte am 14. Oktober 1944. Durch einen auf den Bahnhof gezielten Luftangriff der United States Army Air Forces am 23. Februar 1945 starben zwischen 48 und 53 Menschen.
Am 1. Dezember 1988 wurde das Relaisstellwerk Hf der Bauform Sp Dr L 60 in Betrieb genommen, das nach und nach die umliegenden Bahnhöfe in die Fernsteuerung einbezog: im März 1989 Sulzdorf und Gaildorf West, am 1. Januar 1990 auch Schwäbisch Hall.
Nach der Grenzöffnung der DDR schrieb das Haller Tagblatt am 19. Januar 1990: „Küßt die DDR die Murrbahn wach?“ Tatsächlich hielten in Schwäbisch Hall-Hessental 1991 vier Schnellzugpaare nach Görlitz, Dresden und Leipzig. Ansonsten umfasste der Fahrplan elf Eil-, selten Nahverkehrszüge. Doch das Angebot im Fernverkehr wurde alsbald reduziert. Nach 1996 kam der Stundentakt für Regional-Express sowie Regionalbahn; es blieben lediglich der Schnellzug Milano–Nürnberg und zwei Interregio-Zugpaare der Linie Stuttgart–Nürnberg. Die anderen Intercity Karlsruhe–Nürnberg fahren über Aalen.
1995 wurde auf der Seite des Hausbahnsteiges eine Gedenktafel zur Erinnerung an den „Todesmarsch“ von Hessental-Allach nach Dachau im April 1945 angebracht. Auf ihr erfährt man:

„Mit der Evakuierung der Hessentaler KZ-Häftlinge am 5. April 1945, die von diesem Bahnhof aus eingeleitet wurde, begann der sogenannte Todesmarsch. […] Bei Sulzdorf mussten die durch Hunger und Mißhandlungen gezeichneten Menschen den bombardierten Zug verlassen und wurden zu Fuß weitergetrieben. Eine große Anzahl der Häftlinge überlebte den Marsch nicht.“

In 250 Metern Entfernung, hinter der früheren Ladestraße, befindet sich sehr unauffällig die Gedenkstätte, auf der auch ein zweiachsiger Güterwagen aufgestellt worden ist.
Im Jahr 1995 wurde der Bahnhof zusammen mit der Strecke von Backnang über Hessental nach Crailsheim elektrifiziert.

## Betrieb

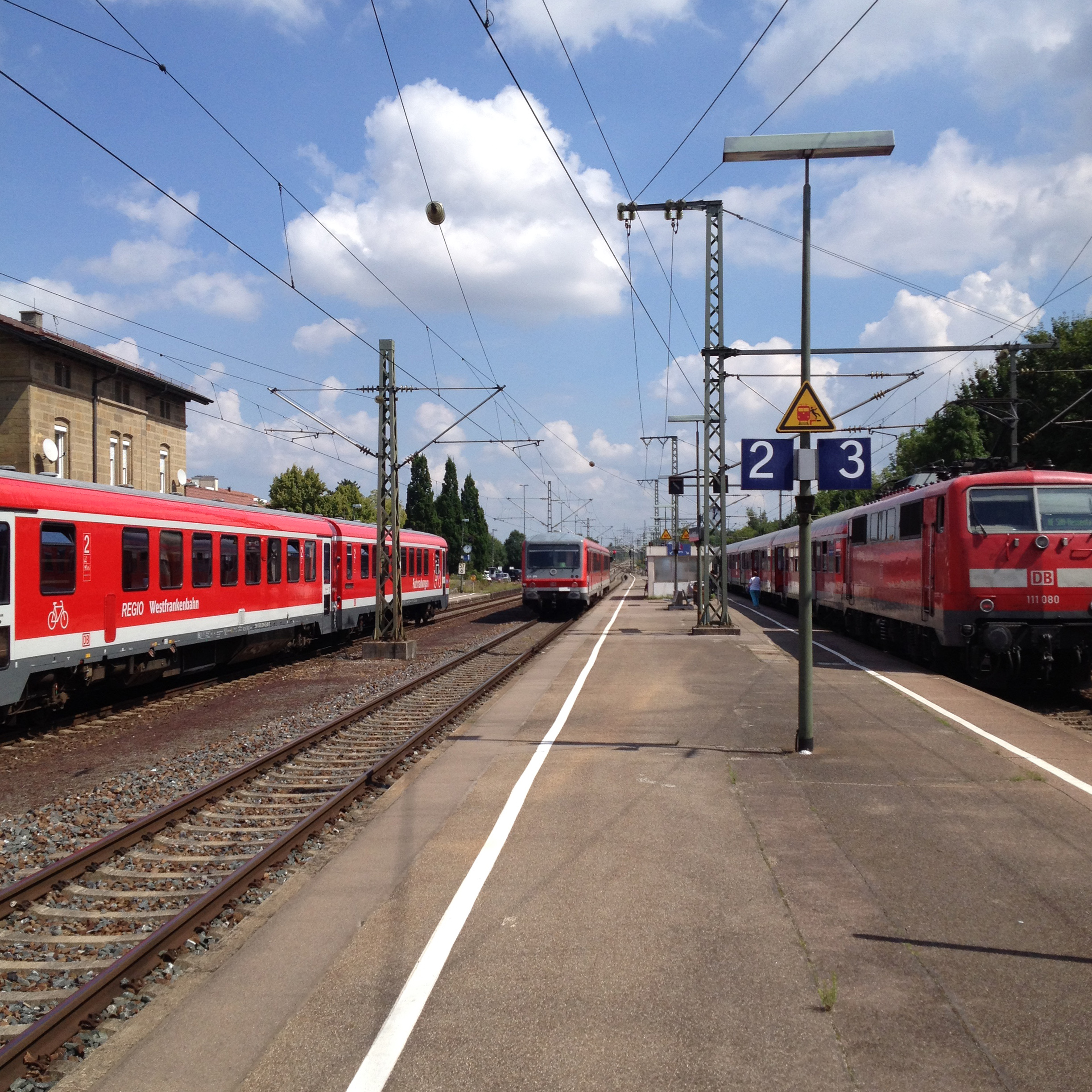
Bahnhof Schwäbisch Hall-Hessental im August 2016, Bahnsteig Gleise 2 und 3 mit Regionalzügen von und nach Heilbronn, Crailsheim und Stuttgart.

Der Bahnhof wurde bis zum Zweiten Weltkrieg nur von jeweils einem Schnellzug bedient. Dies änderte sich nach 1950, als vier Eilzugpaare und zwei Schnellzugpaare hielten. Nach 1961 war Hessental auch Unterwegshalt für den Interzonenzug Stuttgart–Dresden (freitags weiter nach Berlin) geworden.
Fernzüge der Relation Stuttgart–Nürnberg halten hier nur noch, wenn sie nicht auf ihrem Regelweg über Aalen verkehren, sondern beispielsweise wegen Bauarbeiten über Backnang und Hessental umgeleitet werden. Das für Ostwürttemberg typische Bahnhofsgebäude ist noch bewohnt.
Heute (2023) halten in Schwäbisch Hall-Hessental die zweistündlich verkehrenden RE- und RB-Züge (RE 80 und RB 83) der Relation Heilbronn–Crailsheim (RE 80), bzw. Heilbronn–Schwäbisch Hall-Hessental (RB 83), sowie der Relation Stuttgart–Nürnberg (RE 90) und Stuttgart–Schwäbisch Hall-Hessental (MEX 90).
Die Züge von und nach Backnang fahren entweder in das Überholgleis oder über das durchgehende Hauptgleis jener Strecke. Die Weiche am Ostkopf ist der neuralgische Punkt, wenn die Züge von und nach Backnang in Hessental kreuzen.

## Gleisanlagen
Der Bahnhof Schwäbisch Hall-Hessental besitzt 2021 drei Bahnsteiggleise an einem Haus- und einem Mittelbahnsteig. Gleis 1 und Gleis 2 sind die durchgehenden Hauptgleise der Hohenlohebahn. Gleis 1 am Hausbahnsteig dient den Zügen von und nach Öhringen und weiter nach Heilbronn, der Mittelbahnsteig mit den Gleisen 2 und 3 den Zügen der Hauptstrecke Stuttgart–Crailsheim. Neben Gleis 3 liegt mit dem bahnsteiglosen Gleis 4 ein Überholgleis.
Westlich des Bahnhofes gab es ein etwa 1,5 Kilometer langes Anschlussgleis zum ehemaligen Militärflugplatz. Von den ehemaligen Nebengleisen sind einige Abstellgleise im Westen des Bahnhofes noch angeschlossen. Die durchgehende, auf einer Aufschüttung laufende Trasse endete 2014 an der ehemaligen Bahnbrücke über die Bühlertalstraße L 1060, die wegen Baufälligkeit abgerissen wurde; jenseits im Hessentaler Industriegebiet im Gründle liegen auf einem kurzen Abschnitt bis zur Raiffeisenstraße noch Schienen. 2021 enden diese Abstellgleise am Seeweg.